# Вулиця Олени Пчілки (Київ)
Ву́лиця Оле́ни Пчі́лки — вулиця в Дарницькому районі міста Києва, житловий масив Позняки. Пролягає від проспекту Петра Григоренка до вулиці Драгоманова.

## Історія
Вулиця запроєктована під назвою Перспективна. Сучасна назва на честь української письменниці Олени Пчілки — з 1993 року.